# Sainte-Anne-de-la-Pocatière
Pour les articles homonymes, voir Sainte-Anne et La Pocatière.
Sainte-Anne-de-la-Pocatière est une municipalité de paroisse dans la MRC de Kamouraska au Bas-Saint-Laurent (Québec, Canada).

## Toponymie
L'endroit a d'abord été connu sous le nom de La Combe,. Par la suite, ce nom est changé en Grande-Anse et parfois Sainte-Anne-de-la-Grande-Anse en référence à la grande anse de 14 km dans le fleuve Saint-Laurent à cette hauteur,. La municipalité fut aussi connue sous le nom de Sainte-Anne-du-Sud,. Les Amérindiens nommaient cet endroit Kamitsitsit ou Kannissigit signifiant « là où il y a beaucoup de castors ». Le nom actuel est emprunté à la seigneurie de la Pocatière qui s'appelait elle aussi autrefois la seigneurie de la Grande-Anse.
Ses gentilés sont nommés Pocatiérains et Pocatiéraines.

## Histoire

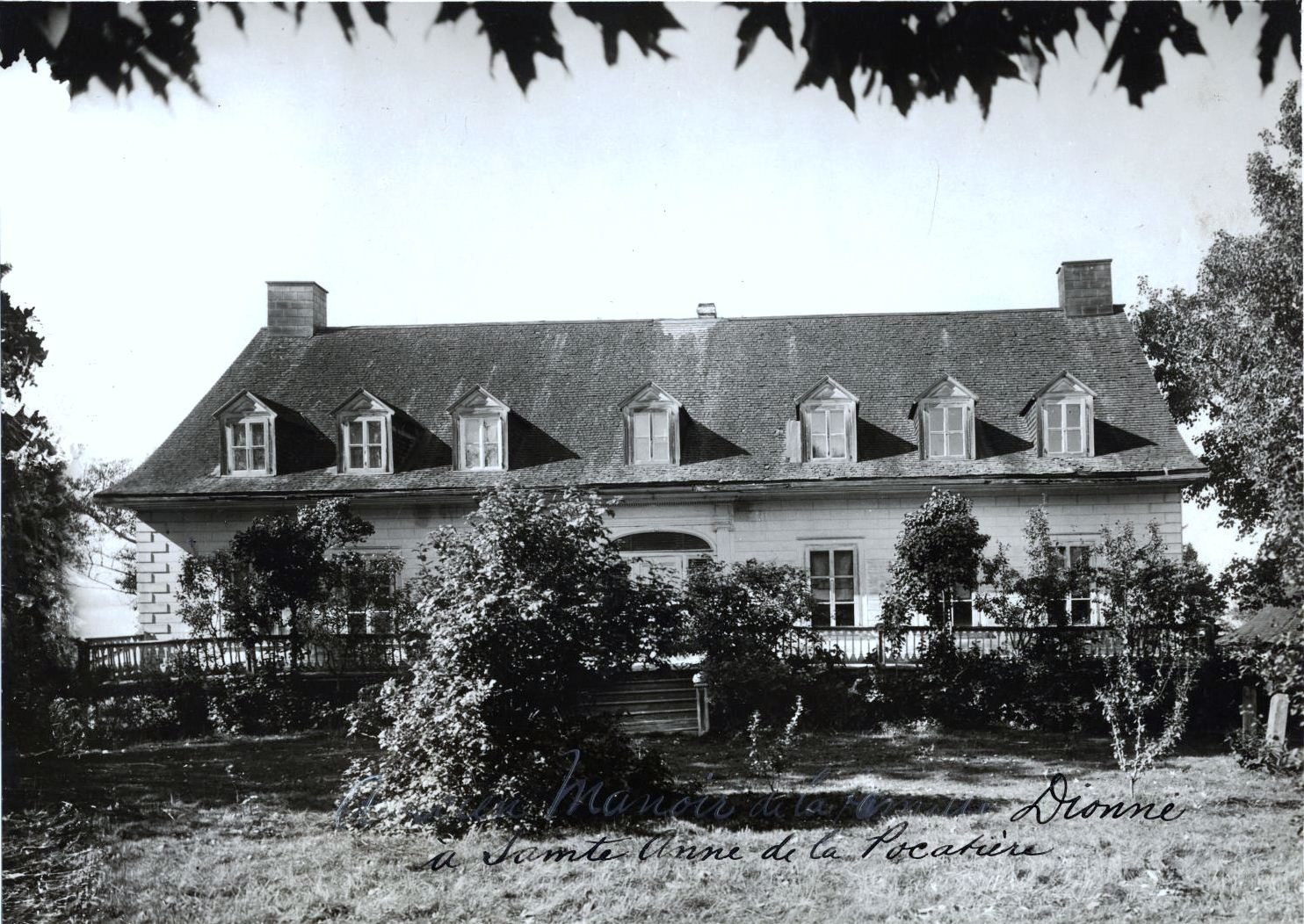
Ancien manoir de la famille Dionne à Sainte-Anne-de-la-Pocatière vers 1925

L'endroit est d'abord une seigneurie, la seigneurie de la Grande-Anse qui est renommée plus tard la seigneurie de la Pocatière, qui est concédée à Marie-Anne Juchereau en 1672 par l'intendant Jean Talon,. Elle est la veuve d'un capitaine du régiment de Carignan-Salières, François Pollet de La Combe-Pocatière dans le Dauphiné en France,. En effet, ce fief d'une demi-lieue avait été donnée en cadeau par le père de Marie-Anne Juchereau, Nicolas Juchereau de Saint-Denys, à son gendre en 1670 en le divisant à même son propre fief,.
La paroisse de La Combe est fondée en 1678 par monseigneur de Laval. Cependant, son nom, par la suite, est changé en Grande-Anse et parfois Sainte-Anne-de-la-Grande-Anse. La paroisse conserve ce dernier nom jusqu'en 1721. Le bureau de poste est ouvert en 1831. La municipalité est officiellement créée en 1845. Une école d'agriculture est fondée en 1852 par l'abbé François Pilote. Celle-ci est toujours active aujourd'hui. En 1960, La Pocatière se détache du territoire de la municipalité.

## Géographie
Sainte-Anne-de-la-Pocatière est situé sur la rive sud de l'estuaire maritime du Saint-Laurent à 140 km au nord-est de Québec et à 550 km au sud-ouest de Gaspé. Les villes importantes près de Sainte-Anne-de-la-Pocatière sont La Pocatière à 600 m au nord-est, Montmagny à 65 km sud-est et Rivière-du-Loup à 70 km au nord-est. Son territoire couvre une superficie de 54 km2.
La topographie locale est accidentée par plusieurs protubérances nommées « pitons », « butons » et « monadnocks » créées par l'érosion sur la surface appalachienne des monts Chic-Chocs,. Les montagnes les plus connues sont les montagnes du Cap-Martin, du Collège, Ronde et Thiboutot. Le territoire est dominé par les champs d'agriculture. La rivière Saint-Jean traverse le centre de la municipalité du sud vers le nord. La rivière Ouelle traverse la pointe est de la municipalité. À partir du lac Bourgelas, dans le sud-ouest, Le Bras coule vers le sud-ouest.

## Démographie
| 1996  | 2001  | 2006  | 2011  | 2016  | 2021  |
| ----- | ----- | ----- | ----- | ----- | ----- |
| 1 862 | 1 889 | 1 843 | 1 717 | 1 636 | 1 597 |

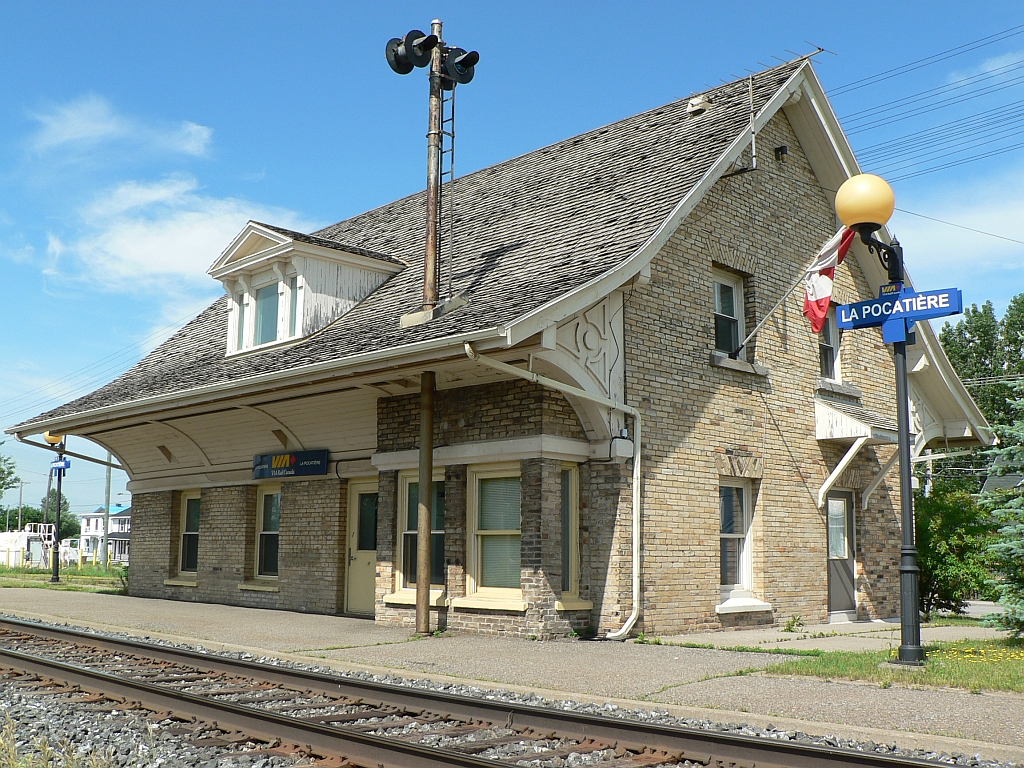
Gare de La Pocatière

Selon Statistiques Canada, la population de Sainte-Anne-de-la-Pocatière était de 1 843 habitants en 2006. La municipalité a connu un taux de décroissance démographique de 2,4 % en cinq ans. En effet, 2001, la population était de 1 889 habitants. L'âge médian de la population pocatiéraine est de 40 ans.
Le nombre total de logements privés dans la paroisse est de 697. Cependant, seulement 676 de ces logements sont occupés par des résidents permanents. La majorité des logements de Sainte-Anne-de-la-Pocatière sont des maisons individuelles.
Selon Statistiques Canada, 0,8 % de la population est issu de l'immigration. Les immigrants de Sainte-Anne-de-la-Pocatière sont répartis à parts égales entre une arrivée avant 1991 et une arrivée entre 1991 et 2000 ; aucun immigrant n'est arrivé depuis 2000. Toute la population a le français en tant que langue maternelle. 14 % de la population maitrise les deux langues officielles. Statistiques Canada ne recense aucun autochtone à Sainte-Anne-de-la-Pocatière.
Le taux de chômage dans la municipalité était de 7,4 % en 2006. Le revenu médian des Pocatiérains était de 25 519 $ en 2005.
26 % de la population de 15 ans et plus de Sainte-Anne-de-la-Pocatière n'a aucun diplôme d'éducation. 40 % de cette population n'a que le diplôme d'études secondaires ou professionnelles. 13 % de cette population possède un diplôme de niveau universitaire. Tous les diplômés de Sainte-Anne-de-la-Pocatière ont effectué leurs études à l'intérieur du Canada. Les deux principaux domaines d'études des Pocatiérains sont « l'architecture, le génie et les services connexes » ainsi que « l'agriculture, les ressources naturelles et la conservation ».

## Administration
Le conseil municipal de Sainte-Anne-de-la-Pocatière est composé d'un maire et de six conseillers qui sont élus en bloc à tous les quatre ans sans division territoriale.
| Sainte-Anne-de-la-Pocatière Maires depuis 2001                                                                       |                         |                     |          |
| Élection | Maire                   | Qualité             | Résultat |
| 2001 | Marcel Bélanger         |                     | Voir     |
| 2005 | Michel Chouinard        |                     | Voir     |
| 2009 | François Lagacé         |                     | Voir     |
| 2013 | Rosaire Ouellet         | Décédé en fonction  | Voir     |
| 2017 | Rosaire Ouellet         | Décédé en fonction  | Voir     |
| 2021 | Rosaire Ouellet         | Décédé en fonction  | Voir     |
| juil. 2023 | Pascale G. Malenfant    | Mairesse suppléante | Voir     |
| oct. 2023 | Jean-François Pelletier |                     | Voir     |
| Élection partielle en italique Depuis 2005, les élections sont simultanées dans toutes les municipalités québécoises |                         |                     |          |

De plus, Isabelle Michaud est la directrice-générale, la secrétaire-trésorière et la coordonnatrice en mesures d'urgence de la municipalité,.

## Services
La paroisse comprend un circuit cyclable formant une boucle de 45 km reliée à la route verte pour la saison estivale et deux sentiers de ski de fond pour la saison hivernale. De plus, il y a un aréna et une piscine publique.
L'éducation et la recherche sont très bien représentées à Sainte-Anne-de-la-Pocatière. En effet, la municipalité héberge l'Agrobiopole, le Centre de développement bio-alimentaire du Québec, le Centre québécois d’expertise en production porcine, Centre d’expertise en production ovine du Québec ainsi qu'un incubateur bio-alimentaire. Elle comprend également des écoles primaires, secondaires et collégiales. Un hôpital et un centre local de services communautaires (CLSC) sont présents à Sainte-Anne-de-la-Pocatière.
Les activités économiques principales de Sainte-Anne-de-la-Pocatière sont l'agriculture ainsi que les industries laitière et porcine. Il y a également de nombreux commerces, des restaurants et des motels.

## Personnalités
- Marie-Claude Bourbonnais
- Marie Sirois

## Galerie

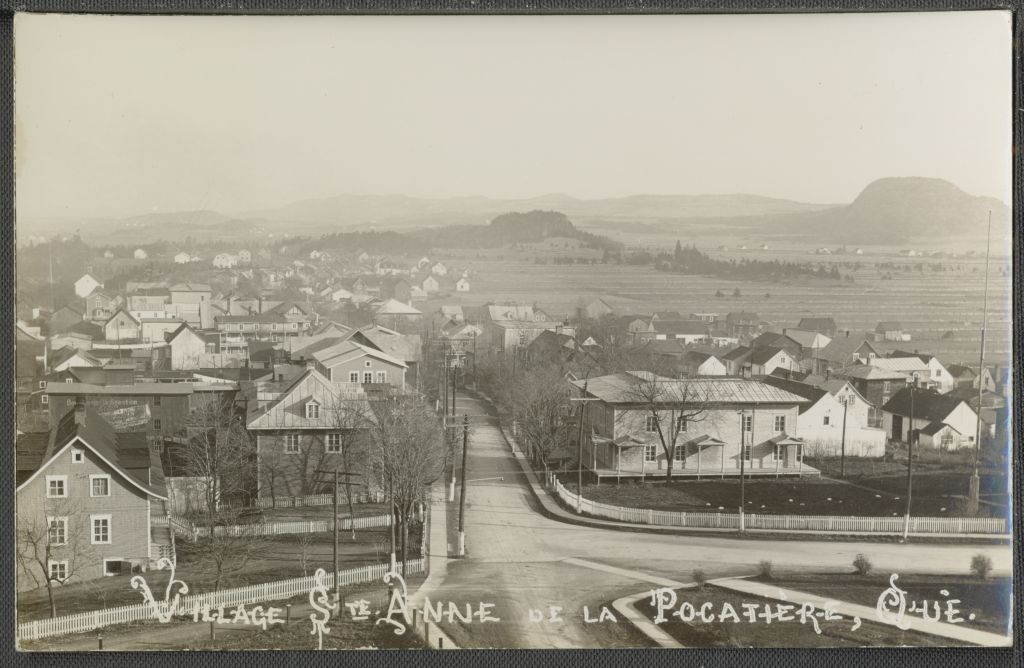
Carte postale de Ste-Anne de la Pocatière
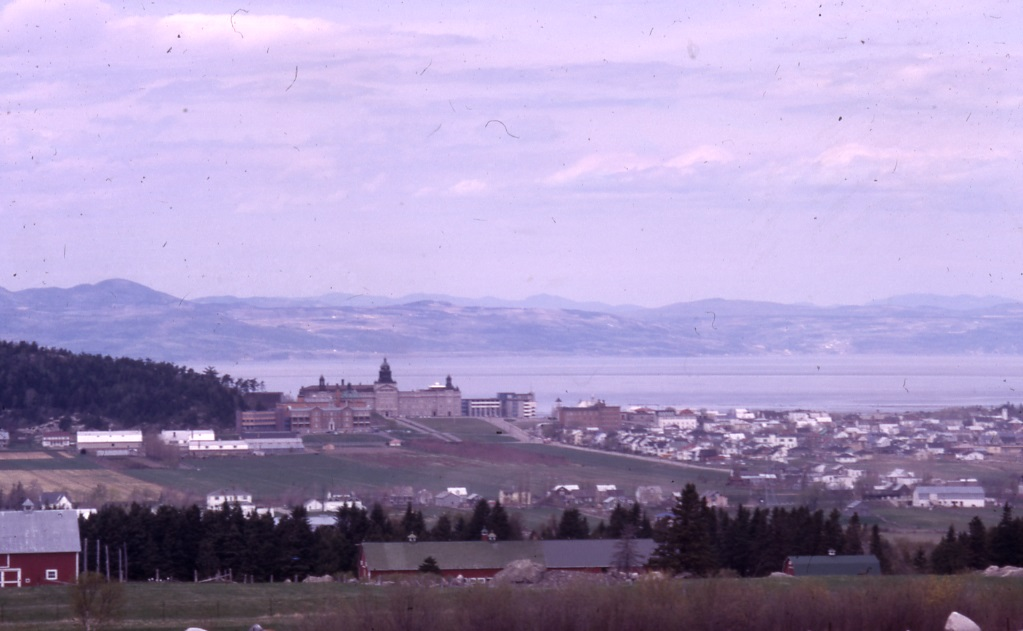
Vue de Sainte-Anne-de-la-Pocatière en 1964